# Cieza
Cieza er en by og kommune i det sydøstlige Spanien i Murcia-regionen. Den har et indbyggertal på 35.361 (2024) indbyggere.